# Franklyn Seales
Franklyn Seales (ur. 15 lipca 1952 roku w Kingstown na Saint Vincent, zm. 21 maja 1990 roku na Brooklynie) – amerykański aktor. 
Miał trzech braci i trzy siostry. W latach 1970–1974 studiował aktorstwo w Juilliard School w Nowym Jorku pod okiem aktora i producenta filmowego Johna Housemana. Występował w nowojorskich teatrach(pracował m.in. przy New York Shakespeare Festival), jak również w L. A. Theater Center, gdzie wcielił się w rolę Hamleta. 
Na ekranie zadebiutował niewielką rolą służącego w telewizyjnym "Królu Learze" (1974) w reżyserii Edwina Sherina. Pierwszą istotną i jednocześnie najważniejszą kreacją w jego karierze była rola Jimmy' ego Smitha w docenionym przez krytykę dramacie kryminalnym "Cebulowe pole" (1979), w którym partnerował Jamesowi Woodsowi. Dzięki tej roli znalazł się wśród "Dwunastu obiecujących nowych aktorów roku 1979" (wraz z m.in. Louise Fletcher, Bette Midler i Johnem Savage). Popularność u telewidzów zyskał rolą Dextera Stuffinsa w popularnym w USA sitcomie "Silver Spoons" (1982–1987). Ostatnią jego rolą był gościnny występ w serialu telewizyjnym "Wiseguy" wyemitowanym w styczniu 1988 roku. 
Zajmował się również malarstwem. Zmarł na AIDS w wieku 37 lat.

## Filmografia
- 1986–1991: Amen-Lorenzo Hollingsworth
- 1983: The Taming of the Shrew - Petruchio
- 1982–1987: Silver Spoons - Dexter Stuffins
- 1981: Macbeth - Lennox
- 1981: Śmiertelne manewry - szeregowy Simms
- 1980: Beulah Land - Roman
- 1979: Cebulowe pole - Jimmy Smith
- 1979: Star Trek - członek załogi
- 1978: The Trial of the Moke - porucznik Henry Ossian Flipper
- 1974: Król Lear - służący Cornwalla

gościnnie:
- 1987–1990: Wiseguy - Paco Bazos (1988)
- 1985–1992: Dzieciaki, kłopoty i my - dr Jerry Marquez(1987)
- 1981–1987: Posterunek przy Hill Street - Crawford (1982)